# Lichtschutzgebiet
Ein Lichtschutzgebiet (englisch dark sky place, DSP) ist ein Landschaftsschutzgebiet, in dem nächtliche Dunkelheit als Schutzgut betrachtet wird und das bereits vor sehr geringfügiger Lichtverschmutzung („Lichtsmog“) geschützt wird.
Beispielhafte Namen solcher Schutzgebiete sind etwa Dark Sky Park, Dark Sky Preserve, Starlight Reserve, Starlight Oasis bzw. Sternenlicht-Oase, Starlight Theme Park, Starry Sky Park oder Urban Star Park. Im Deutschen werden Lichtschutzgebiete auch als Sternenpark ausgewiesen.
Lichtschutzgebiete dienen nicht nur der besseren Sichtbarkeit des Sternhimmels und anspruchsvolleren Sternführungen, sondern auch der inneren Ruhe und dem seelischen Wohlbefinden.

## Schutzintention

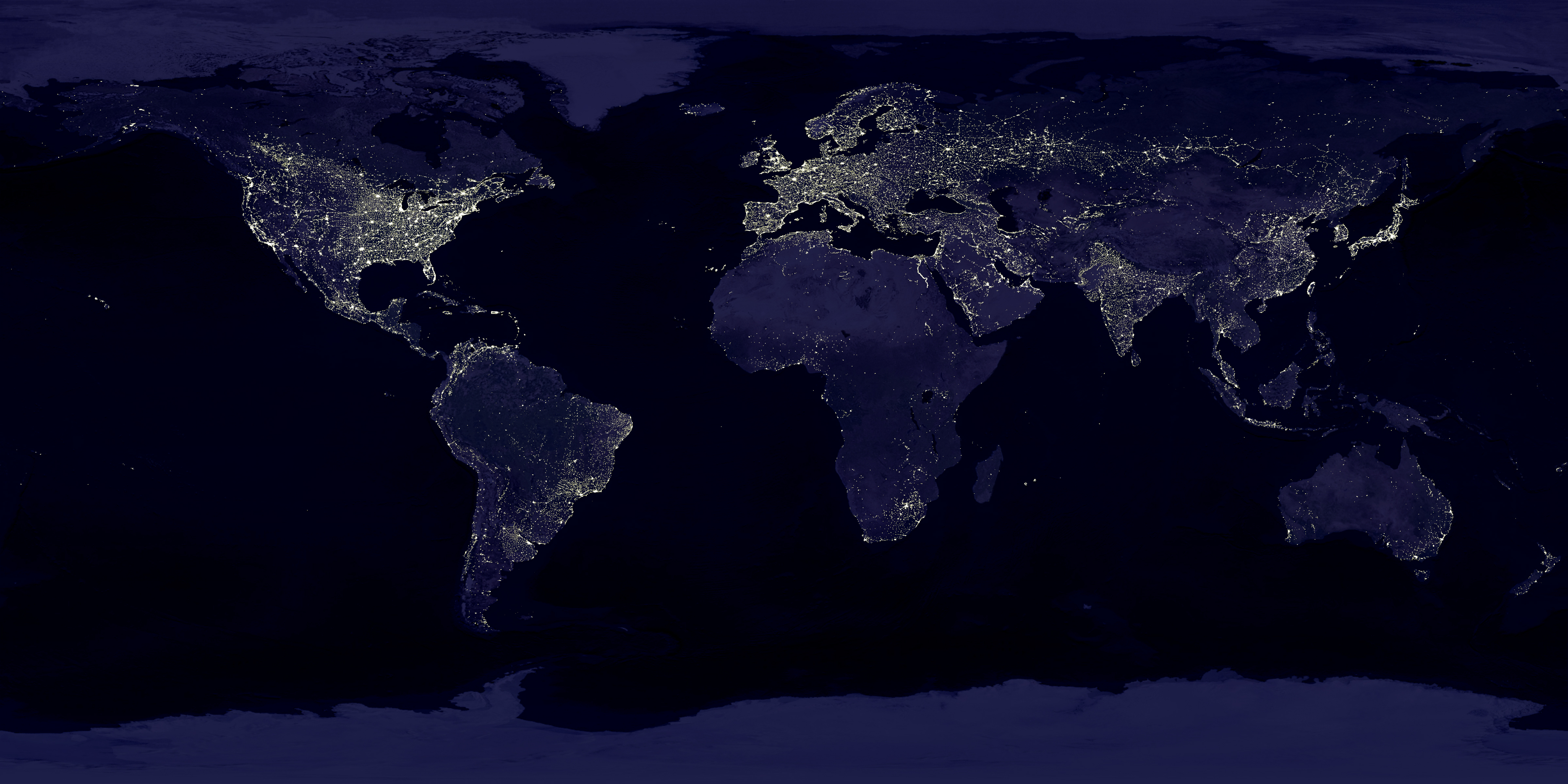
Die Erde bei Nacht (zusammengesetzt aus Satellitenbildern im Zeitraum 1994/95)

Die Erkenntnis, dass mangelnde natürliche Dunkelheit ein wichtiger Aspekt des Umwelt- und Naturschutzes ist, ist jüngeren Datums. Sie kommt zum einen aus der Biologie, wo es besonders um die enorme Störung der Insektenpopulationen geht, die durch ihr lichtquellenfixiertes Schwarm- und Paarungsverhalten – ursprünglich vermutlich auf den Mond bezogen – nun schon seit fast zwei Jahrhunderten seit Aufkommen der künstlichen Beleuchtung völlig andere Lebensweisen entwickeln. Darin wurzelt das relativ junge Fachgebiet der Scotobiologie (Dunkelheitsbiologie).
Zum anderen ist sie ein wichtiges Thema der beobachtenden Astronomie, für die der natürliche Nachthimmel existentielle Arbeitsgrundlage ist: Durch die Vermeidung und Reduktion von künstlichem Licht und Streulicht ist es bei wolkenlosem Himmel möglich, besonders viele selbstleuchtende Himmelsobjekte zu beobachten. Anliegen ist es, die theoretische Freisichtigkeit im Himmelsanblick, also die Begrenzung durch Lichtempfindlichkeit des Auges, und die Empfindlichkeitsgrenzen der jeweiligen Fernrohre auch tatsächlich ausnutzen zu können. Lichtschutzgebiete werden neben der astronomischen Beobachtung selbst auch für Bildung, Ausbildung und Öffentlichkeitsarbeit genutzt. Daher wird Lichtverschmutzungs-Vermeidung besonders im Bereich der wissenschaftlichen wie auch der Hobby-Astronomie zusehends thematisiert.
Ein dritter Kontext ist Energiesparen, da die nutzlos verstrahlende Lichtmenge inzwischen weltweit gewaltige Ausmaße annimmt: Die Lichtverschmutzung ist die nicht für Beleuchtungszwecke nutzbare produzierte Lichtmenge, also der Beleuchtungsverlust.
Erst jüngsten Datums ist die Einsicht, dass nächtliche Dunkelheit -- insbesondere die Sichtbarkeit der Milchstraße -- allgemein ein schützenswertes Kulturgut sein sollte, und auch ein persönliches Recht. Dies nicht nur im Sinne des Schutzes vor Belästigung durch Beleuchtung, sondern als allgemeines Menschenrecht auf eine natürliche Ressource, dessen sich mittlerweile auch eine „Recht-auf-Dunkelheit“-Bewegung angenommen hat.

## Geschichtliche Entwicklung
Ausgehend von der Vorgehensweise, bodengebundene Großobservatorien vollständig weitab jeder Besiedelung zu errichten (Atacama, Mauna Kea u. a.) wurden optische Observatorien durch Schutzzonen vertraglich mit den Anrainern abgesichert, oft im Ausmaß mehrerer Dutzend Kilometer (Vertragsnaturschutz) – so etwa am McDonald Observatory (Texas) über 90 Kilometer. Eine explizite rechtliche Grundlage erhielt die gesamten Inseln La Palma und Teneriffa 1988 (Ley del Cielo, für die Europäische Nordsternwarte, die bedeutendsten Großobservatorien Europas).
Es gibt international organisierte Vereinigungen, die die Einhaltung von entsprechenden Anforderungen überwachen und beurteilen, wie zum Beispiel die International Astronomical Union (IAU),  die British Astronomical Association (BAA) oder das Light-Pollution Abatement Committee der Royal Astronomical Society of Canada (RASC).
Ein erstes dauerndes ausdrückliches Lichtschutzgebiet wurde 1999 in den Torrance Barrens als kanadisches Dark-Sky Preserve eingerichtet, bis in die frühen 2010er waren an die 20 Schutzgebiete aufgrund des RASC-Programms innerhalb der nationalen Schutzgebiete ausgewiesen, die primär astronomische Schutzabsichten verfolgen, mit einer Fläche von etwa 58.000 km² (weit mehr als die ganze Schweiz). Chile schützte 1999 mit den Norma Luminic seine Standorte für die Observatorien (ESO, CTIO-NOAO, u. a.m.). Auch in den USA entstanden in den späteren 2000ern einige solche Schutzgebiete, hier sind schon um die 17.000 km² deklariert.
Rechtliche Grundlagen zur Ausweisung eines Lichtschutzgebietes bestehen beispielsweise in Tschechien, dem Vorreiter in der europäischen Gesetzgebung zu Lichtverschmutzung, seit 2002 (ein Gebiet wurde aber erst 2009 grenzübergreifend mit Polen eingerichtet). Auch andere Staaten und Regionen beginnen, Lichtverschmutzungsschutz auf rechtlicher Basis zu verankern. Erste europäische Lichtschutzgebiete waren – nach den Kanarischen Inseln – der Zselici Csillagoségbolt-park in Ungarn, der Galloway Forest Park in Schottland und der tschechisch-polnische Izera Dark-Sky Park (Izerski Park Ciemnego Nieba/Jizerská oblast tmavé oblohy) Ende 2009 (im Zuge der Initiative Dark Skies Awareness des International Year of Astronomy 2009 – IYA2009).
Einen weiteren Aufschwung erlebte der Lichtschutz mit der Declaration in Defence of the Night Sky and the Right to Starlight (La Palma Declaration; Initiative Starlight 2007). Die UNESCO hatte eine Tagung auf der Kanarischen Insel La Palma abgehalten, die als UNESCO-Biosphärenreservat ausgewiesen ist und schon seit 1988 ein Gesetz für Lichtschutzmaßnahmen hat (Europäische Nordsternwarte). Dort wurde auch das Konzept der UNESCO-Starlight Reserves, entsprechend den Biosphärenreservaten, entwickelt.
Dort wurde 2009 dann die Starlight Foundation (Fundacion Starlight) vom Instituto de Astrofísica de Canarias (IAC) gegründet.
2010 wurde eine Studie der IAU und ICOMOS offiziell zur Kenntnis genommen, dass natürliches Himmelsdunkel auch prinzipiell ein Schutzgut im Rahmen des UNESCO-Welterbes ist.
Neben der UNESCO erarbeiteten auch die ebenfalls 2009 gegründete Dark Skies Advisory Group (DSAG) der Weltnaturschutzunion International Union for Conservation of Nature and Natural Resources (IUCN) und im Laufe der 2000er Jahre die International Dark-Sky Association (IDA) in Arizona (1988 begründet) Klassifikationssysteme.
In den 2010er Jahren gab es dann einen deutlichen Anstieg an Lichtschutzgebieten, umfangreichen im Ausmaß eines ganzen Landstrichs bis hin zu kleinen Beobachtungsplätzen.
2013 gab es weltweit um die 50 von der IUCN klassifizierte Lichtschutzgebiete, mit einer Gesamtfläche von etwa 84.000 km². Ende 2018 waren es um die 170 Schutzgebiete, mit 184.500 km².

## Kategorisierung

### Visuelle Dunkelheit
Allgemeine astronomisch-messtechnische Kategorien für die allgemeine Himmelshelligkeit sind beispielsweise die Bortle-Skala (scheinbare Helligkeit/Magnitude mag astronomischer Objekte, die noch erkennbar sind), und die einschlägig übliche Unihedron-Messung (Angaben in Größenklassen/Quadratbogensekunden, mag/arcsec2). Sie dienen der Quantifizierung des natürlichen Dunkelheitspotentials eines Gebiets und der Qualität der Lichtschutzmaßnahmen. Die International Dark Sky Association (IDA) prämiert danach beispielsweise Gold, Silber und Bronze.
In der höchsten Kategorie der Dunkelheit können bei klarer Sicht Sterne mit einer scheinbaren Helligkeit oberhalb von 6,8 mit bloßem Auge (durchschnittlich guter Sehkraft) erkannt werden, das sind die etwa 6500 Sterne, die als im astronomischen Sinne freisichtig („am Himmel gezählt“) gelten.

### UNESCO-Systematik der Lichtschutzgebiete
Das Konzept der Starlight Reserves der UNESCO, von der WHC (Welterbekommission) und der IAU (Internationale Astronomische Union) im Rahmen der Initiative Astronomy and World Heritage und dem MaB Urban Ecology Programm auf der Konferenz in La Palma 2007 erstellt, sieht folgende Gebietskategorien vor:
- Starlight Heritage Sites (‚Sternlicht/Himmels-Kulturerbestätten‘): archäologische oder kulturelle Stätten mit besonderem Bezug zum Sternenhimmel[18] – beispielsweise Welterbe Jantar Mantar, Indien oder Gaocheng-Observatorium, China
- Starlight Astronomy Sites: herausragende Beobachtungsorte
- Starlight Natural Sites: im Rahmen des Gesamtschutzes der Integrität der natürlichen Umweltbedingungen (Naturreservate im Sinne des allgemeinen Begriffs)
- Starlight Landscapes: Schutz der nächtlichen Dunkelheit im Rahmen des Landschaftsbildes (Landschaftsschutzgebiete)
- Starlight Oases – human habitats (‚Sternenlichtoase‘): Plätze im besiedelten Raum, die besonders für das Sternschauen geeignet sind (für einen schönen Sternenhimmel bekannte Regionen, ländliche Ort mit besonderer Rücksichtnahme auf Lichtschutz, Tourismusdestinationen mit Fokus auf Astronomie und Sternschauen, Urban Star Parks)
- Mixed Starlight Sites (‚gemischte Sternlicht-Stätten‘): Mischformen obiger Kategorien

Im Konzept der UNESCO wird ein Managementplan gefordert, der Punkte wie Kultur und Bildung, astronomische Beobachtung, Umwelt und Biodiversität sowie Intelligente Beleuchtung und Lichtverschmutzung abdeckt. Außerdem wird die Einrichtung einer Kernzone (Core area) und einer umfassenden Pufferzone empfohlen. In letztere sollten insbesondere auch die umliegenden Ansiedlungen miteinbezogen werden. Das Konzeptpapier enthält auch umfangreiche konkrete Angaben zu technischen Maßnahmen.
In Bezug auf Astronomy sites beschränkt sich die UNESCO keinesfalls nur auf visuelle Astronomie, auch Radioteleskope bedürften vergleichbaren Schutzes vor Elektrosmog (Schutzzonen funktechnischer Anlagen, die meist dem Rundfunkrecht unterliegen).

### IUCN-Systematik der Lichtschutzgebiete
Seit 2009 gibt es auch die IUCN Dark Skies Advisory Group (DSAG) als Arbeitsgruppe der World Commission on Protected Areas (WCPA) der IUCN, die sich speziell um die Ausarbeitung von Kriterien und Ausweisung von Schutzgebieten kümmert. Die IUCN-DSAG hat bis 2013 46 Dark sky parks and reserves und 5 Dark sky communities („Lichtschutzgemeinden“) registriert. Sie befinden sich in Kanada, den USA, Neuseeland, Südafrika, Namibia, Großbritannien, Spanien, Tschechien, der Slowakei, Polen und Ungarn. Die Gesamtfläche (ohne die Gemeinden) beträgt etwa 84.000 km², was der Fläche ganz Österreichs, oder Niedersachsens und Nordrhein-Westfalens, entspricht.
Die von der IUCN Dark Skies Advisory Group ausgearbeitet Systematik umfasst folgende Kategorien (DSAG-Klassen, mit typischen Beispielen):
1 Starlight Reserve (‚Sternlicht-Reservat‘): Astronomischer Beobachtungsort und Umgebung – beispielsweise das La Palma Starlight Reserve (Spanien, 18.600 ha Fläche, für die Europäische Nordsternwarte)
2 Dark Sky Park (‚Dark-Sky-Park, Sternenpark‘): Geschützter Naturraum
2a Park, Naturreservat, Habitat, Naturraum oder anderer ökologischer Schutz – das NamibRand International Dark Sky Reserve (Namibia, 172.000 ha)
2b Unbesiedelter Ort, der für Zwecke traditioneller oder sakraler Praktiken im Bezug zum Sternenhimmel geschützt ist – der Beskydy Dark Sky Park (Tschechien/Slowakei, 31.000 ha, in den Beskiden als besonders urtümliche Kulturlandschaft)
2c ländliches Gebiet oder Gebiet herausragender landschaftlicher Schönheit – Lake Hudson Recreation Area Dark Sky Preserve (USA, 890 ha)
3 Dark Sky Heritage Site (‚Dark-Sky-Kulturerbestätte‘): geschütztes Kulturerbe physischen menschlichen Schaffens – der Chaco Culture International Dark Sky Park (USA, 13.750 ha, Chaco-Canyon-Kultur, UNESCO-Welterbe)
4 Dark Sky Outreach Site (‚öffentlicher lichtgeschützter Ort‘)
4a Urban oder suburban (städtischer Raum) – Cattle Point Urban Star Park (City of Victoria, Kanada, 7 ha)
4b Rural (ländlicher Raum) – Bluewater Outdoor Education Centre Dark Sky Preserve (Kanada, 130 ha)
5 Dark Sky Reserve (‚Dark-Sky-Reservat‘): Gebiet mit Mischung von Bürgerbeteiligung und Gesetzgebung zu Landschaftsplanung und Naturschutz – Galloway Forest Dark Sky Park (Großbritannien, 80.000 ha, für das Scottish Dark Sky Observatory)
6 Dark Sky Community (‚Lichtschutz-Gemeinde‘): ein ganzer Ort oder ganze Stadt – Flagstaff (USA), die Kanalinsel Sark (Großbritannien)
Dieses System ist in das System der IUCN-Kategorien zum Naturschutzmanagement eingebunden.

### Kategorien der IDA
Schon seit 2001 wird von der International Dark Sky Association (IDA) in Tucson, Arizona das Prädikat International Dark Sky Community (IDSC) für Lichtschutzgemeinden vergeben. Unter International Dark Sky Park (IDSP) und International Dark Sky Reserve (IDSR) firmieren die Lichtschutzgebiete, das Prädikat wird seit 2006 respektive 2008 in Form einer Zertifizierung auch in Gold, Silber und Bronze vergeben. Neuere Kategorien sind International Dark Sky Sanctuary (IDSS) und Urban Night Sky Place. Außerdem prämiert die IDA unter Dark Sky Friendly Developments of Distinction diverse Maßnahmen zum Lichtschutz, die aber keine Lichtschutzgebiete im eigentlichen Sinne ergeben.
Bisher (Stand 2018) hat die IDA um die 100 Örtlichkeiten ausgezeichnet.

## Nationales

### Deutschland
In Deutschland gibt es folgende Lichtschutzgebiete:
- Für den Naturpark Westhavelland wurde bei der International Dark-Sky Association (IDA) 2011 eine Bewerbung für den Status eines Sternenparks abgegeben, mit Gülpe, dem damals gemessen dunkelsten Ort Deutschlands.[28][29] Am 12. Februar 2014 wurde dem Naturpark von der IDA als erstem Ort in Deutschland der Titel „Sternenpark“ (International Dark Sky Reserve) verliehen.[30]
- der Nationalpark Eifel (International Dark Sky Park) seit dem 17. Februar 2014[31]
- der Sternenpark Rhön (International Dark Sky Reserve) im Biosphärenreservat Rhön seit dem 7. August 2014[32][33][34]
- die Winklmoos-Alm (International Dark Sky Park) in den Chiemgauer Alpen seit dem 27. April 2018[35]
- Fulda provisorisch als erste „Sternenstadt“ (International Dark Sky Community) seit Januar 2019[36]
- Im August 2021 wurden die Nordseeinseln Pellworm und Spiekeroog im Wattenmeer offiziell als Sterneninseln zertifiziert.[37][38]

In Deutschland gibt es folgende Planungen für Schutzgebiete:
- auf der Schwäbischen Alb die Initiative Sternenpark Schwäbische Alb für den Biosphärenpark
- die Sternwarte in Sankt Andreasberg bemüht sich im Nationalpark Harz um die Anerkennung als Sternenpark[40][41]
- Naturpark Nossentiner/Schwinzer Heide in Mecklenburg-Vorpommern[42]
- Sternenpark Kyritz-Ruppiner Heide im Landkreis OPR in Brandenburg

### Österreich
In Österreich gibt es folgende Projekte:
- die Gemeinde Großmugl in den Leiserbergen nördlich von Wien hat sich 2010 zur Sternenlichtoase erklärt („Großmugl an der Milchstraße“), das Verfahren der Anerkennung durch die UNESCO ist in Gang[44]
- Sternenlicht-Reservate sind geplant im Wildnisgebiet Dürrenstein (Österreichs IUCN-Ia-Gebiet)[45] im Nationalpark Kalkalpen, sowie im neuen Nationalpark Gesäuse.
- 22 Gemeinden in der Nähe des Dreiländerecks Niederösterreich/Oberösterreich/Steiermark haben sich zum Naturnachtgebiet Eisenwurzen zusammengeschlossen.[46][47]
- Sternenpark – Naturpark Attersee-Traunsee im Salzkammergut (zum neuen Naturpark und der Sternwarte Gahberg, in Aufbau nach IDA-Kriterien).[48]

### Schweiz
- Im März 2024 wurde der Naturpark Gantrisch offiziell als »Dark Sky Park« zertifiziert.[49]

### Chile
Chile hat – als zweites Land der Welt nach Spanien – schon 1999 ein Gesetz zum Lichtschutz erlassen, um die nördlichen Zonen als Standort für die Observatorien zu erhalten (Cerro Tololo – CTIO-NOAO, Las Campanas – LCO, Pachón – Gemini/SOAR, ESO in La Silla, Paranal, zukünftig Pachón – LSST, Las Campanas – GMT, Cerro Armazones – E-ELT). Diese Norma Lumínica regelt eine Lichtschutzzone für die Regionen Antofagasta, Atacama und Coquimbo.
Zuständig ist das dafür geschaffene Oficina de Protección de la Calidad del Cielo del Norte de Chile (OPCC).

### Kanada
Kanada hat das weltweit umfassendste Programm zum Lichtschutz. Hier liegen heute (2013) 40 % aller Schutzgebiete mit an die 80 % der weltweit ausgewiesenen Gesamtfläche. Die Gebiete werden hauptsächlich von der Royal Astronomical Society of Canada (Société royale d'astronomie du Canada, RASC/SRAC) ausgewiesen.

### Spanien
Spanien hat mit rund 30 Lichtschutzgebieten mit die meisten in Europa ausgewiesen.